# Ricavi de Tarascon
 (avril 2012).
Si vous disposez d'ouvrages ou d'articles de référence ou si vous connaissez des sites web de qualité traitant du thème abordé ici, merci de compléter l'article en donnant les références utiles à sa vérifiabilité et en les liant à la section « Notes et références ».
 (juillet 2021).
Ricavi de Tarascon (XIIIe siècle) était un chevalier provençal et un troubadour de Tarascon. Sa Vida en langue occitane le peint comme un bon serviteur de dames. Il a écrit tant "sirventes" que "cansos", mais seulement deux chansons survivent : une canso et une tenso, "Cabrit, mieu Al-vejaire", probablement avec Gui de Cavaillon.